# Абдуллаева, Гальма Юсиф кызы
Гальма Юсиф кызы Абдуллаева (азерб. Həlimə Yusif qızı Abdullayeva; 1928, Октемберянский район — 2016, Сабирабадский район) — советский азербайджанский виноградарь, Герой Социалистического Труда (1950).

## Биография
Родилась в 1928 году в селе Шаварут Октемберянского района Армянской ССР (ныне село Ушакерт Армавирской области).
С 1944 года проживала в Шамхорском районе Азербайджанской ССР, работала звеньевой виноградарского совхоза имени Азизбекова Министерства пищевой промышленности СССР, Азербайджанская ССР (Шамхорский район). В 1949 году получила урожай винограда в 188,6 центнеров с гектара на площади в 3,2 гектара.
Указом Президиума Верховного Совета СССР от 4 сентября 1950 года за получение высоких урожаев винограда на поливных виноградниках в 1949 году Абдуллаевой Гальме Юсиф кызы присвоено звание Героя Социалистического Труда с вручением ордена Ленина и золотой медали «Серп и Молот».
В 1950 году переехала в село Асадли Сабирабадского района республики, продолжала трудовую деятельность там до выхода на пенсию.
Активно участвовала в общественной жизни Азербайджана. Член КПСС с 1953 года.
В 2003 году удостоен Персональной стипендии Президента Азербайджанской Республики.
Скончалась в 2016 году в селе Асадли Сабирабадского района.